# Època Tudor
L'època Tudor (en anglès: Tudor period) és aquell període de la història d'Anglaterra que s'estén des del 1485 al 1603. Deu el seu nom al fet que aquesta època coincideix amb el govern de la Dinastia Tudor al país. La reforma protestant de l'illa, precisament, va començar durant aquests anys. A vegades, inclou el regnat d'Elisabet I (1558-1603) encara que, en general, el regnat de la reina es designa separadament com època elisabetiana.

## Sanitat
Els municipis d'aquest període eren comparativament petits i superpoblats. Els carrers de llambordes eren estrets i solien estar bruts pel fet que les clavegueres corrien a cel obert paral·leles a aquelles, portant les aigües negres fins al riu més proper. Les rates i les mosques propagaven malalties com el tifus i la pesta bubònica. Pocs habitants vivien fins a més dels quaranta i sovint els nens morien abans dels cinc anys.

## Habitatges i costums alimentaris
Els més adinerats vivien en general en grans mansions al camp, amb fins a 150 servents. Aquestes cases tenien moltes xemeneies a causa de les nombroses llars de foc que es necessitaven per mantenir calentes les àmplies habitacions. El foc que hi havia constituïa a més l'únic mitjà existent per cuinar els aliments.
El cérvol constituïa una part fonamental en la dieta dels rics; sovint també menjaven merla o alosa. D'altra banda, les patates no eren molt difoses, pel fet que els grangers estaven tot just començant a incloure-les en els seus cultius després que exploradors com Walter Raleigh les introduïssin al Regne Unit. La mel era normalment utilitzada per endolcir els aliments, ja que no era fàcil aconseguir sucre, encara que quan es comptava amb ella era usada en tots els àpats, fins i tot en la carn.
Els pobres mai van tenir accés al sucre o a les patates i gairebé mai menjaven carn. Ocasionalment caçaven conills o pescaven, però durant la major part del temps s'alimentaven amb pa i hortalisses, com la col o el nap.

## Educació
Els nois de famílies pobres no van tenir la possibilitat d'anar a l'escola. En entorns econòmicament ben posicionats, els nens tenien tutors que els ensenyaven a llegir i a escriure angles i francès. No obstant això, els homes solien ser enviats a escoles pertanyents a monestirs, on aprenien principalment llatí en aules de fins a seixanta estudiants. Poques nenes assistien a l'escola.

## Passatemps
Els rics solien sortir a caçar cérvols i senglars salvatges per als seus banquets. També gaudien de la pràctica d'esgrima i assistien a competències de justa. Els pobres jugaven a un tipus de futbol en què uns saltaven sobre altres resultant sovint en fractures al coll i l'esquena. Existien alguns teatres on els espectadors presenciaven obres, agradables particularment les del jove autor William Shakespeare, l'òpera també tenia molt èxit entre els que pertanyien a les classes més altes de la comunitat, que solien anaven a veure-les amb binocles.